# Spironolactone
La spironolactone est un composé organo-sulfuré de la classe des stéroïdes, antagoniste de la principale hormone minéralocorticoïde, l'aldostérone, par compétition de liaison sur le récepteur des minéralocorticoïdes. Elle est à ce titre un anti-hypertenseur et un faible diurétique. Dans une moindre mesure, la spironolactone est un anti-androgène faible. Elle est commercialisée sous les noms de Aldactone, Novo-Spiroton, Aldactazine, Spiractin, Spirotone, Verospiron ou Berlactone.
Cette molécule s'introduit en 1959, comme produit dérivé du spirolactone, connu comme le SC.9420 lors des études cliniques.

## Pharmacocinétique
La spironolactone est transformée dans le foie en métabolites actifs : canrénone, 7 alpha-thiomethylspirolactone et 6 beta-hydroxy-7 alpha-thiomethylspirolactone, les deux derniers étant les principaux métabolites au niveau quantitatif. Le pic de concentration plasmatique est précoce, dès la première heure. Le délai d'action est cependant retardé (entre 48 h et 72 h).

## Mécanisme d'action
La spironolactone est une 17-lactone qui se lie par compétition de l'aldostérone et une plus grande affinité sur le récepteur des minéralocorticoïdes (MR). Elle inhibe ainsi ses fonctions biologiques d'activation des gènes codants les canaux épithéliaux à sodium (ENaC) et la kinase activatrice SGK1 principalement au niveau du canal collecteur distal du rein, principal lieu de réabsorption de sodium et d'eau. Il en résulte une perte en sels et en eau au niveau du tubule distal.
L'usage de spironolactone peut causer l'hyperkaliémie chez le patient par son rôle d'antagoniste compétitif de l'aldostérone, par la diminution de l'excrétion urinaire de potassium et d'ions hydrogène. Cet effet peut aussi causer de l'acidose métabolique.
La présence de récepteurs des minéralocorticoïdes en dehors du rein et en particulier au niveau du système cardio-vasculaire fait que son inhibition par la spironolactone a d'autres effets. En particulier, ans un modèle animal, cette molécule peut réduire l'inflammation et l'athérome. Chez le diabétique de type 2, il ralentit la progression de l'athérome aortique, diminue la masse ventriculaire cardiaque ainsi que sa fibrose.

## Utilisation
De par ses effets anti-minéralocorticoïdes et diurétiques, la spironolactone est principalement utilisée dans le traitement de l'hypertension due à des taux élevés d'aldostérone.
Par ses effets anti-androgéniques, la spironolactone est également utilisée dans le traitement de l'hirsutisme pour les poils excessifs dans les régions de pilosité masculine mais peut aussi être utile pour la calvitie féminine puisque le manque de cheveux sur le dessus de la tête est influencé par un excès de testostérone.
Elle peut également faire partie du traitement hormonal substitutif administré durant la transition de genre chez les personnes transféminines.
Une importante étude, dites RALES, faite en 1999, a montré que la spironolactone diminue significativement la mortalité secondaire à une insuffisance cardiaque, et ce, à des doses comprises entre 25 et 50 mg par jour.
Un essai clinique en double aveugle, randomisé et contrôlé par placebo, suggère l'efficacité et l'innocuité de la spironolactone en tant que traitement adjuvant à la rispéridone pour améliorer les symptômes de la schizophrénie.

## Divers
La spironolactone fait partie de la liste des médicaments essentiels de l'Organisation mondiale de la santé (liste mise à jour en avril 2013).